# Leptotarsus mirandus
Leptotarsus mirandus är en tvåvingeart som först beskrevs av Alexander 1944.  Leptotarsus mirandus ingår i släktet Leptotarsus och familjen storharkrankar.
Artens utbredningsområde är Venezuela. Inga underarter finns listade i Catalogue of Life.